# Baumanns loofbuulbuul
Baumanns loofbuulbuul (Phyllastrephus baumanni) is een zangvogel uit de familie Pycnonotidae (buulbuuls). Deze vogel is genoemd naar de Duitse ornitholoog Ernst Baumann (1863-1895).

## Verspreiding en leefgebied
Deze soort komt voor in de laaglandbossen van Sierra Leone en Liberia tot zuidelijk Nigeria.

## Status
De grootte van de populatie is niet gekwantificeerd maar de soort wordt omschreven als waarschijnlijk zeldzaam. Op de Rode lijst van de IUCN heeft deze soort de status niet bedreigd.